# Ryan Kelley
Ryan Jonathan Kelley (Glen Ellyn, 31 augustus 1986) is een Amerikaans acteur.

## Biografie
Kelley werd geboren in Glen Ellyn, waar hij opgroeide in een gezin van vijftien kinderen, van wie er negen geadopteerd waren. Toen hij twee was, nam zijn moeder hem mee naar een agent. Hij begon met rollen in meer dan vijftig tv-reclamespotjes en kreeg later rollen op televisie en in films. Hij kreeg thuisonderwijs omdat hij flexibel moest zijn met zijn acteren. Op achttienjarige leeftijd verhuisde hij naar Los Angeles.

## Filmografie

### Films
Uitgezonderd korte films.
- 2023 Teen Wolf: The Movie - als hulpsheriff Jordan Parrish
- 2019 A Beauty & The Beast Christmas - als Beau Bradley
- 2019 Badland - als Jasper Mortenson
- 2017 Realms - als Bobby
- 2017 Do I Say I Do? - als Mike Pryce
- 2016 Lucifer - als Peter Matheson
- 2015 Saints and Soldiers: War Pigs - als William York
- 2012 Sexting in Suburbia – als Mark Carey
- 2009 Ben 10: Alien Swarm – als Ben Tennyson
- 2009 Mending Fences – als Chuck Bentley
- 2009 Prayers for Bobby – als Bobby Griffith
- 2007 Still Green – als Alan
- 2006 Letters from Iwo Jima – als marinier
- 2006 Outlaw Trail: The Treasure of Butch Cassidy – als Roy Parker
- 2004 The Dust Factory – als Ryan Flynn
- 2004 Mean Creek – als Clyde
- 2002 Stray Dogs – als J. Fred Carter
- 2002 Stolen Summer – als Seamus O'Malley
- 1999 Charming Billy – als 10 jaar oude Duane
- 1995 Roommates – als Mo

### Televisieseries
Uitgezonderd eenmalige gastrollen.
- 2014-2017 Teen Wolf - als hulpsheriff Jordan Parrish - 46 afl.
- 2002 Smallville – als Ryan James – 2 afl.

- Bibliothèque nationale de France: cb150172369 (data)
- International Standard Name Identifier: 0000 0001 0971 4542
- Library of Congress Control Number: no2011000325
- Système universitaire de documentation: 152334114
- Virtual International Authority File: 51968430
- WorldCat: E39PBJwRQkjtdGchx7TPRBV9jC